# Tasajeras, San Luis Potosí
Tasajeras är en ort i Mexiko.   Den ligger i kommunen San Vicente Tancuayalab och delstaten San Luis Potosí, i den centrala delen av landet, 270 km norr om huvudstaden Mexico City. Tasajeras ligger 47 meter över havet och antalet invånare är 240.
Terrängen runt Tasajeras är platt. Runt Tasajeras är det ganska glesbefolkat, med 30 invånare per kvadratkilometer. Närmaste större samhälle är San Vicente Tancuayalab, 7,8 km sydost om Tasajeras. Trakten runt Tasajeras består till största delen av jordbruksmark.